# Rok przestępny (film)
Rok przestępny (hiszp. Año bisiesto) – meksykański dramat erotyczny z 2010 roku w reżyserii Michaela Rowe'a, będący jego pełnometrażowym debiutem.

## Opis fabuły
Dziennikarka Laura mieszka w stolicy Meksyku. Kobieta cierpi z powodu samotności, prawie nie wychodzi z domu. Sporadycznie spotyka się z mężczyznami, celem mechanicznego, pustego seksu. Na jej przeszłości odciśnięte jest brzemię, które nie daje jej spokoju. Laura angażuje się w znajomość o podłożu erotycznym z Arturo. Ich relacja nabiera sadomasochistycznych kształtów, co poniekąd uszczęśliwia Laurę. Jednocześnie widz obserwuje, jak kobieta z niecierpliwością wyczekuje ostatniego dnia miesiąca, który − z początkowo nieznanych powodów − wyraźnie odznaczyła w kalendarzu.

## Obsada
- Mónica Del Carmen − Laura
- Gustavo Sánchez Parra − Arturo
- Marco Zapata − Raúl

## Premiera
Światowa premiera filmu miała miejsce 17 maja 2010 podczas 63. Międzynarodowego Festiwalu Filmowego w Cannes. 8 października tego roku film spotkał się z dystrybucją kinową w Meksyku. Prezentowany był podczas światowych festiwali nim trafił do kin w Polsce 10 czerwca 2011.

## Nagrody i wyróżnienia
63. MFF w Cannes (2010)
- Złota Kamera za najlepszy debiut reżyserski (Michael Rowe)

Nagrody Ariel (2011)
- nagroda Srebrny Ariel w kategorii najlepszy debiutancki film (Michael Rowe)
- nagroda Srebrny Ariel w kategorii najlepsza aktorka (Mónica Del Carmen)
  - nominacja do nagrody Srebrny Ariel w kategorii najlepszy scenariusz (Michael Rowe, Lucia Carreras)